# Brian Penton
Brian Penton (* 21. August 1904 in Brisbane; † 24. August 1951 in Sydney) war ein australischer Schriftsteller und Journalist. Er arbeitete für einige namhafte australische und englische Zeitungen und veröffentlichte darüber hinaus zwei Romane.

## Leben
Penton wuchs in seiner Geburtsstadt Brisbane auf und arbeitete dort in den frühen zwanziger Jahren in untergeordneten Rollen für den Brisbane Courier. Im Alter von 19 Jahren zog er für anderthalb Jahre nach England, wo er als freier Journalist tätig war. Nach seiner Rückkehr nach Australien arbeitete er beim Sydney Morning Herald, wo er täglich eine politische Kolumne aus dem Parlament in Canberra schrieb. Verschiedene Politiker beklagten sich über seine Respektlosigkeit, was dazu führte, dass er 1927 vom Morning Herald aus Canberra abberufen wurde und seine Tätigkeit für die Zeitung schließlich einstellte. Neben seiner journalistischen Tätigkeit verfasste Penton auch Reden für den  australischen Premierminister Stanley Bruce und seinen Vorgänger Billy Hughes.
In Sydney führte er in dieser Zeit das Leben eines Bohemien, das er auch literarisch verarbeitete. Sein Privatleben sorgte für öffentliche Aufmerksamkeit; er galt als Frauenheld und Luxusmensch, der gesellschaftliche Konventionen ablehnte. 1929 zog Penton mit seiner Frau Olga für fünf Jahre nach London, wo er als politischer Journalist für The London Aphrodite und den Daily Express (1930–1932) arbeitete. 1933 begann er seine Tätigkeit beim australischen Daily Telegraph, wo er von 1941 bis zu seinem Tod als Redakteur fest angestellt war. Während des Zweiten Weltkriegs trat er dort als scharfer Kritiker der Pressezensur von Seiten der australischen Regierung auf.
Als Journalist war Penton während seiner Zeit beim Daily Telegraph hoch angesehen. Er stand jedoch im Ruf, einen aggressiven und autoritären Führungsstil zu pflegen. Seine journalistischen Texte waren kontrovers und galten teilweise als polemisch. Neben seiner tagesaktuellen Arbeit veröffentlichte er verschiedene Schriften, die sich kritisch mit der australischen Gesellschaft und Mentalität auseinandersetzten.
Brian Penton war ab 1924 mit seiner Frau Olga verheiratet. Die Ehe blieb kinderlos. 1951 starb er an Krebs.

## Werke
Penton veröffentlichte zwei Romane, die als die ersten beiden Teile einer Trilogie angelegt waren. Der dritte Teil gilt zwar als vollendet, wurde aber nie veröffentlicht. Landtakers und Inheritors sind historische Romane über die australische Geschichte und Mythenbildung, die erzählerisch an Fjodor Dostojewski und andere Autoren des 19. Jahrhunderts anschließen, deren Themen aber von der Great Depression beeinflusst sind.
Das 1934 erschienene Landtakers behandelt das Leben der Pioniere in Queensland im Zeitraum zwischen 1842 und 1864. Die Hauptfigur Derek Cabell ist ein britischer Immigrant, der die Absicht hat, in Australien schnell viel Geld zu verdienen und anschließend in seine Heimat zurückzukehren, der schließlich aber dort bleibt und eine charakterliche Wandlung zum erfolgreichen, aber amoralischen Geschäftsmann durchläuft. Der zweite Teil, Inheritors (1936), erzählt die Geschichte von Cabell und seiner Familie weiter bis zum Ende des 19. Jahrhunderts. Im Mittelpunkt stehen dabei die Konflikte zwischen Derek Cabell und seinen vier Kindern. Der dritte, nicht mehr veröffentlichte Teil sollte das Schicksal von Cabells Nachfahren im 20. Jahrhundert beschreiben.
Ein Vorbild für Pentons Trilogie war The Fortunes of Richard Mahony von Henry Handel Richardson, die er in seiner Zeit in London kennenlernte und bewunderte. Besonders Landtakers war ein in seiner Zeit vielbeachteter Roman und wird heute als Vertreter des australischen Postkolonialismus gelesen; Inheritors erlangte weniger Popularität und erlebte nur eine Auflage. Teilweise wurden von Kritikern in Pentons Romanen melodramatische Elemente und Schwächen in der Komposition bemängelt. Neben den relativ konventionell erzählten Romanen existieren auch literarische Arbeiten, die experimenteller angelegt sind. So existiert ein frühes autobiografisches Werk über Pentons Leben in Sydney, das sich stilistisch an John Dos Passos orientiert, für das er jedoch keinen Verleger fand.

## Bibliografie

### Romane
- Landtakers (1934)
- Inheritors (1936)

### Sachtexte
- Think – Or Be Damned (1941)
- Advance Australia – Where? (1943)
- Censored! (1947)

## Belege
1. 1 2  Patrick Buckridge: Eintrag zu Brian Penton, in Eugene Benson / L.W. Conolly (Hg.): Encyclopedia of Post-Colonial Literatures in English, Routledge: London and New York (1994), Bd. 2, S. 1212
2. 1 2  W.H. Wilde (Hg.): The Oxford Companion to Australian Literature, Oxford University Press Australia: Melbourne (1991), S. 552f.
3. ↑  Eintrag im Australian Dictionary of Biography, gesehen am 18. Februar 2010